# Arab American Vehicles

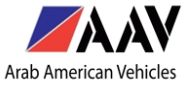
Logotipo da Arab American Vehicles.

A Arab American Vehicles (AAV) é uma fabricante egípcia de automóveis.

## História
A AAV designação foi concebida inicialmente para ser uma distribuidora de veículos para o exército egípcio e os outros países árabes, estes veículos eram imitações do CJ da empresa americana Jeep, descendentes dos primeiros carros 4x4 do mundo de fabricação da Willys.
O primeiro veículo da AAV saiu da linha de montagem em 1978, sendo fornecido ao exército egípcio para que fosse avaliado em testes e saber se ele serviria aos propósitos de operações de combate, então depois de meticulosos testes ele foi o veículo escolhido por todos os países árabes antes dos outros em disputa.
A AAV então passou a ser a fornecedora deste modelo para os exércitos, ela fazia também as modificações de acordo com que os exércitos árabes pediam, no ano de 1982 a empresa passa a produzir veículos de passageiros civis, começando com o Fiat Ritmo. Ela também produziu veículos de outras marcas, como Polonez, Suzuki, e Vespa Piaggio em meados dos anos 80.
Nos anos de 1990, a empresa expande a sua linha de produção com veículos de médio e grande porte, sedãs e utilitários esportivos (SUV's).

## Referência
Fonte: AAV